# Gesamtministerium Gerber/Thümmel
Das Gesamtministerium Gerber/Thümmel bildete vom 25. März 1891 bis 12. Februar 1895 die von König Albert berufene Landesregierung des Königreiches Sachsen. 
| Amt | Name |
| --- | --- |
| Vorsitzender des Gesamtministeriums, Kultus und öffentlicher Unterricht Vorsitzender des Gesamtministeriums, Finanzen | Karl von Gerber, 25. März 1891 – 23. Dezember 1891 Hans von Thümmel, ab 1. Januar 1892, Finanzen ab 25. März 1891 |
| Äußeres | Georg von Metzsch                                                                                                 |
| Inneres | Georg von Metzsch                                                                                                 |
| Justiz | Rudolf Schurig |
| Kultus und öffentlicher Unterricht                                                                                    | Paul von Seydewitz, ab 4. Januar 1892                                                                             |
| Krieg | Paul von der Planitz                                                                                              |